# Claddach Carinish
Claddach Carinish, schottisch-gälisch: Cladach Chairinis, ist eine Streusiedlung auf der schottischen Hebrideninsel North Uist, die zu den Äußeren Hebriden zählt.
Die Ortschaft liegt an der Südküste North Uists an der engsten Stelle des North Ford gegenüber der Insel Grimsay. Claddach Carinish liegt rund drei Kilometer südöstlich von Carinish und ist die südlichste Ortschaft der Insel. Der Eaval, die mit 347 Meter höchste Erhebung der Insel, befindet sich rund fünf Kilometer östlich. Die von North Uist aus sämtliche Inseln Uists verbindende A865 verläuft unmittelbar westlich der Ortschaft, wo sie den North Ford auf dem North Ford Causeway quert.

## Geschichte
Am Südrand der Ortschaft lag einst der Dun Cherein über dem Meeresufer. An seinem Standort ist heute nur noch die Ruine eines neueren Bauernhauses sichtbar. Auf der Karte der Ordnance Survey aus dem Jahre 1880 sind in Claddach Carinish 14 bedachte und 30 unbedachte Häuser verzeichnet. In der Ortschaft wurde einst der Kelp-Gewinnung nachgegangen. Hiervon zeugen heute noch die denkmalgeschützten Cottages Glaic Cottage und Claddach Carinish Cottage.